# Edward Donnall Thomas
Edward Donnall Thomas, né à Mart au Texas, le 15 mars 1920 et mort à Seattle, État de Washington, le 20 octobre 2012, est un médecin américain. Il a reçu le prix Nobel de physiologie ou médecine en 1990 pour ses travaux sur les greffes et les mécanismes de rejet immunitaire.

## Biographie
Donall Thomas a souvent suivi de près son père, médecin généraliste, dans ses tournées auprès des patients. Plus tard, il a fréquenté l’Université du Texas à Austin où il a étudié la chimie et le génie chimique, obtenant un baccalauréat. en 1941 et M.A en 1943. Alors qu'il était au premier cycle, Thomas rencontra sa femme, Dorothy (Dottie) Martin, alors qu'elle s'entraînait comme journaliste. Ils ont eu trois enfants. Thomas entra à la faculté de médecine de Harvard en 1943, où il obtint une maîtrise en 1946. Pendant ce temps, Dottie devint technicien de laboratoire pour soutenir la famille. Le couple travailla ensuite de près. Il a fait sa résidence à l'hôpital Peter Bent Brigham avant de rejoindre l'armée américaine. "En 1955, il fut nommé médecin en chef à l'hôpital Mary Imogene Bassett, aujourd'hui Bassett Medical Center, à Cooperstown, New York, affilié à l'Université Columbia.".
Chez Mary Imogene Bassett, il a commencé à étudier des rongeurs recevant des doses létales de radiations qui ont ensuite été sauvés par une infusion de cellules de la moelle osseuse. À cette époque, les patients qui avaient subi une greffe de moelle osseuse étaient tous morts d'infections ou de réactions immunitaires qui n'avaient pas été observées lors des études sur les rongeurs. Thomas a commencé à utiliser les chiens comme système modèle. En 1963, il a transféré son laboratoire au Service de santé publique des États-Unis à Seattle.
Donall Thomas a également reçu la Médaille nationale de la science en 1990. En 1990, il reçoit avec Joseph Murray le Prix Nobel de physiologie ou médecine pour ses travaux.
Père de trois enfants qu'il a eu avec son épouse Dorothy (1923-2015), il meurt des conséquences d'une insuffisance cardiaque.

## Prix et distinctions
- 1990 : Prix Nobel de physiologie ou médecine et National Medal of Science